# Yuri Kawamura
Yuri Kawamura (川村 優理, 17 de maig de 1989) és una futbolista japonesa.

## Selecció del Japó
Va debutar amb la selecció del Japó el 2010. Va disputar 32 partits amb la selecció del Japó. Ha disputat Copa del Món de 2015.

## Estadístiques
| Selecció del Japó | Selecció del Japó | Selecció del Japó |
| Anys              | Partits           | Gols              |
| ----------------- | ----------------- | ----------------- |
| 2010              | 2                 | 0                 |
| 2011              | 0                 | 0                 |
| 2012              | 0                 | 0                 |
| 2013              | 2                 | 0                 |
| 2014              | 7                 | 1                 |
| 2015              | 10                | 1                 |
| 2016              | 8                 | 0                 |
| 2017              | 3                 | 0                 |
| Total             | 32                | 2                 |